# Hibiscus bequaertii
Hibiscus bequaertii är en malvaväxtart som beskrevs av De Wild.. Hibiscus bequaertii ingår i Hibiskussläktet som ingår i familjen malvaväxter. Inga underarter finns listade i Catalogue of Life.